# Geely Galaxy E8

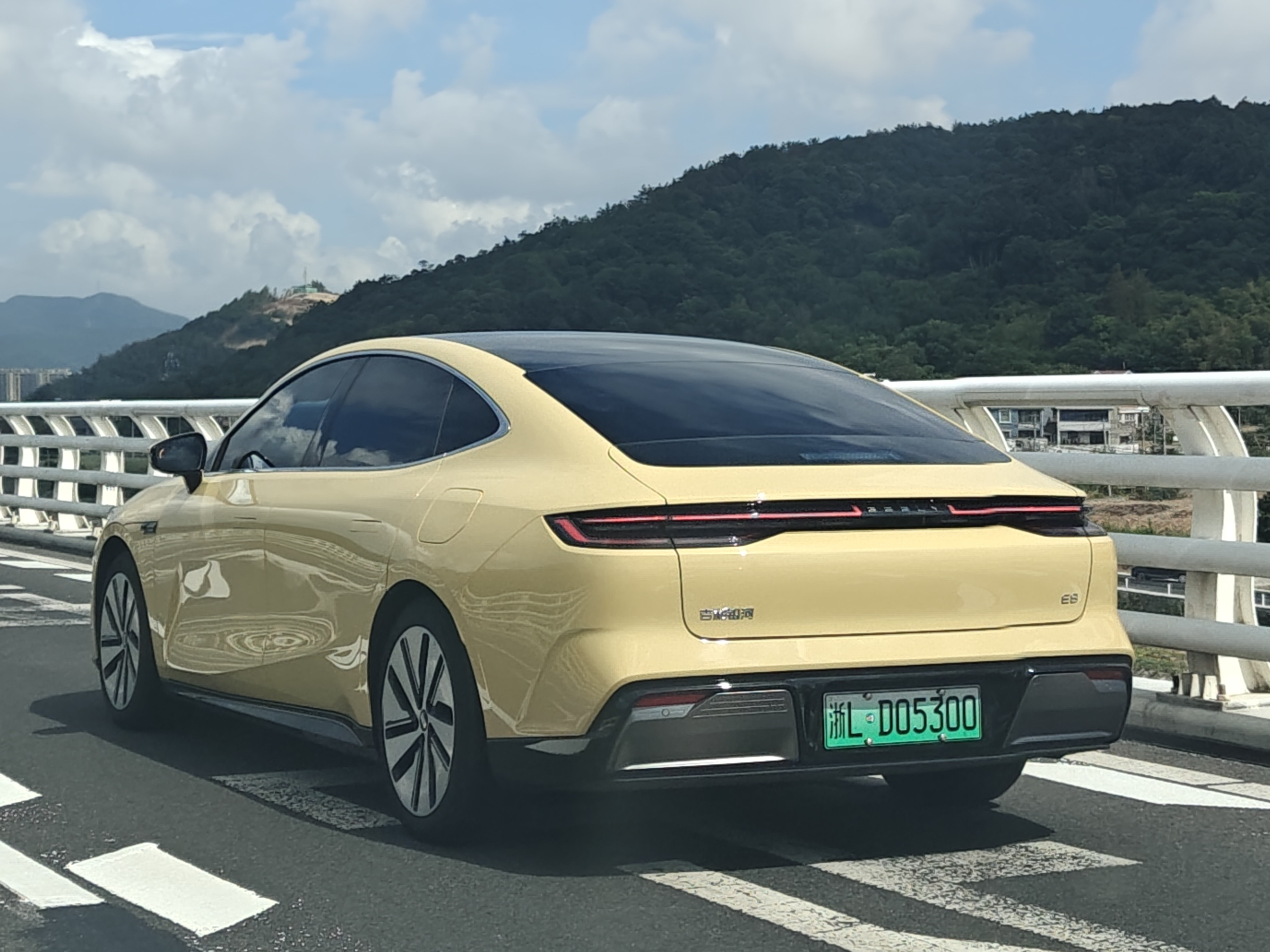
Вид сзади

Geely Galaxy E8 — среднеразмерный электромобиль, выпускаемый с 2023 года китайской компанией Geely Automobile под суббрендом Galaxy.

## Описание
Galaxy E8 разработан на базе концепт-кара Geely Galaxy Light и был официально представлен на автосалоне в Гуанчжоу в ноябре 2023 года. Продажи на внутреннем рынке Китая начались сразу после презентации.

## Технические характеристики
При разработке Geely Galaxy E8 особое внимание уделялось аэродинамике. Таким образом, значение коэффициента сопротивления формы составляет всего 0,199. Galaxy E8 входит в число серийных автомобилей с наименьшим коэффициентом аэродинамического сопротивления.
Модель разработана на платформе Sustainable Experience Architecture концерна Geely Automobile. Galaxy E8 выпускается в базовой комплектации с электродвигателем мощностью 200 кВт (272 л. с.) и аккумулятором напряжением 400 В и ёмкостью 62 кВт•ч. Запас хода 550 км по циклу CLTC. Также выпускается двухмоторная комплектация с аккумулятором напряжением 800 В и ёмкостью 76 кВт•ч. Мощность первого электродвигателя составляет 165 кВт (224 л. с.), а второго — 310 кВт (421 л. с.). Запас хода 620 км.
В салоне установлен 45-дюймовый экран, объединяющий все дисплеи и элементы управления информационно-развлекательной системой.